# Miasto Đurđevac
Miasto Đurđevac (chorw. Grad Đurđevac) – jednostka administracyjna w Chorwacji, w żupanii kopriwnicko-kriżewczyńskiej. W 2011 roku liczyła 8264 mieszkańców.